# 제주특별자치도자치경찰단

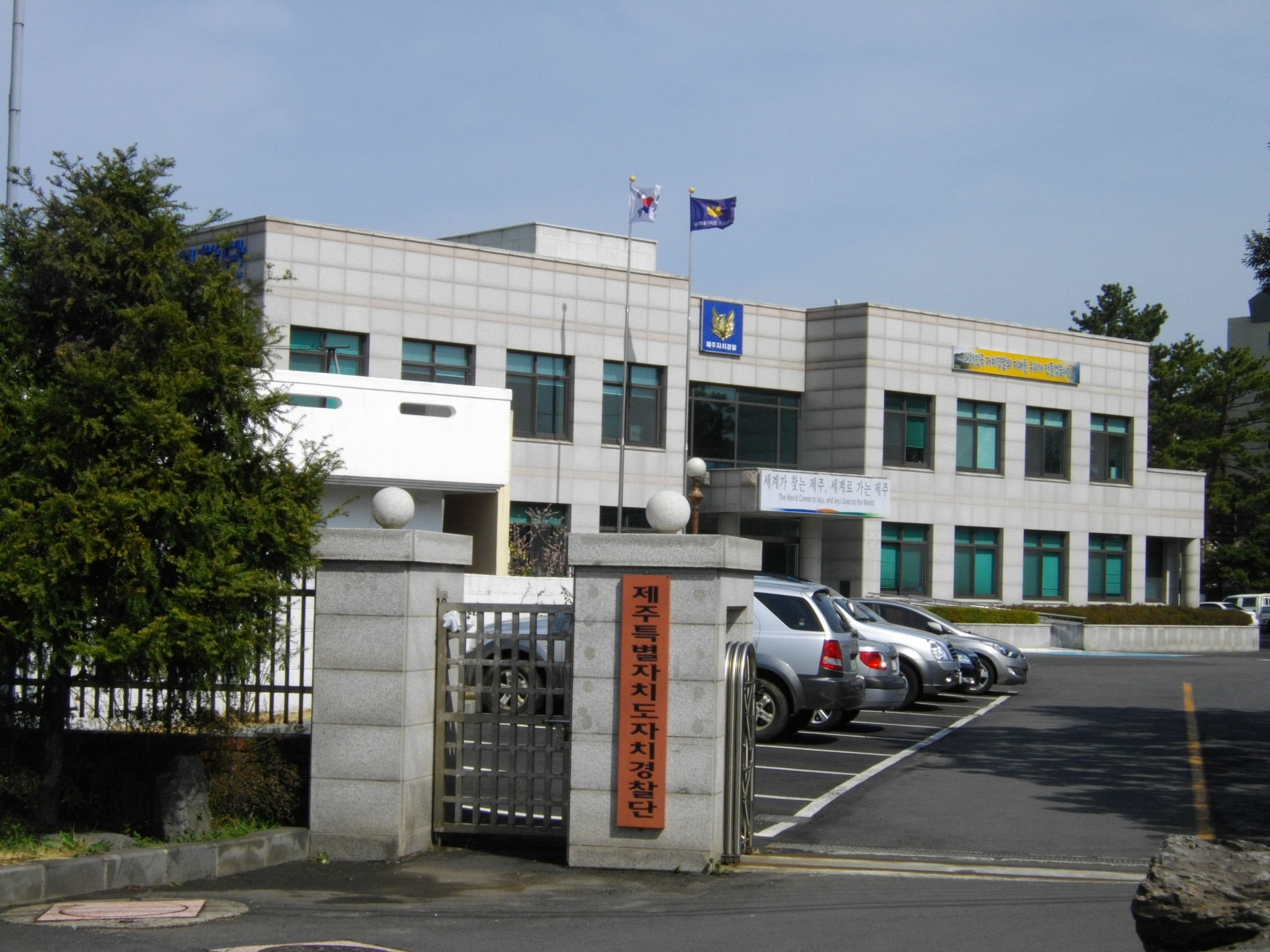
제주자치경찰단 청사 전경

제주특별자치도 자치경찰단(濟州特別自治道 自治警察團, Jeju Municipal Police)은 대한민국 최초로 제주특별자치도에서 경찰행정의 지방자치가 시행됨에 따라 2006년 7월 1일에 제주특별자치도청 산하에 설치된 자치경찰이다.
자치경찰단장은 자치경무관이나 개방형임기제공무원으로 보한다.

## 설립 근거
- 제주특별자치도 설치 및 국제자유도시 조성을 위한 특별법 제88조[3]

## 연혁
- 2006년 7월 1일: 제주자치경찰 출범
- 2008년 3월 5일: ITS센터 자치경찰단 이관
- 2008년 7월 1일: 행정시 주정차 단속사무 이관
- 2011년 1월 18일: 행정시 교통시설사무 이관
- 2012년 1월 9일: 통합 자치경찰단 출범

## 조직
| - 경찰정책관 - 기획인사담당 - 민생사법수사 1·2담당 - 교통생활안전과 - 생활안전담당 - 교통관리담당 | - 관광경찰과 - 관광경찰담당 - 공항사무소장 - 기마경찰대장 | - 서귀포지역경찰대 - 교통관광담당 - 민생수사담당 - 교통정보센터 - 교통시설담당 |

## 계급 체계
| 구분        | 계급                    | 계급장 | 급수 | 직위 |
| 고위급 간부 | 자치경무관 (自治警務官) |        | 3급  | - 제주특별자치도자치경찰단장 |
| 중간급 간부 | 자치총경 (自治總警)     |        | 4급  | - 제주특별자치도자치경찰단 경찰정책관 |
| 중간급 간부 | 자치경정 (自治警正)     |        | 5급  | - 제주특별자치도자치경찰단 교통생활안전과장 - 제주특별자치도자치경찰단 관광경찰과장 - 제주특별자치도자치경찰단 주차지도과장 - 제주특별자치도자치경찰단 서귀포지역경찰대장 |
| 중간급 간부 | 자치경감 (自治警監)     |        | 6급  | |
| 초급 간부   | 자치경위 (自治警衛)     |        | 6급  | |
| 비간부      | 자치경사 (自治警査)     |        | 7급  | |
| 비간부      | 자치경장 (自治警長)     |        | 8급  | |
| 비간부      | 자치순경 (自治巡警)     |        | 9급  | |

## 논란
자치경찰단장의 직급이 자치총경에서 자치경무관으로 격상되었으나, 나머지 직급이 조정되지 않아 자치총경의 보직이 없어 외부에서 단장을 수급해야 한다는 지적이 있었으며, 자치경찰단 경찰정책관이 자치총경 보직으로 신설되면서 이러한 논란이 해소되었다.

## 같이 보기
- 경찰청
- 제주특별자치도경찰청
- 제주지방해양경찰청
- 공무원, 경찰관 계급, 교도관 계급, 소방관 계급, 군인 계급